# Kappel
 For alternative betydninger, se Kappel (flertydig). (Se også artikler, som begynder med Kappel)
Kappel (tysk Kappeln) er en by og kommune beliggende ved et af Sliens sunde ved overgangen fra Angel til Svansø i det østlige Sydslesvig. Administrativt hører kommunen under Slesvig-Flensborg kreds i den nordtyske delstat Slesvig-Holsten. Kappel dannede i den danske periode frem til 1864 midtpunktet for Kappel Herred.
Kappel er især kendt for sin klapbro over Slien og sit sildefiskeri. Byen har både en tysk og en dansk skole.
I bydelen Olpenæs opførtes en større feriepark (Port Olpenæs) med feriehuse, hoteller og en sejlklub med cirka 800 ligge-pladser.

## Geografi
Geografisk set ligger Kappel i det østlige Angel med en del af byen på halvøen Svans, få kilometer før Sliens udmunding i Østersøen. Sundet mellem den angelske og svansøiske bred omtales som Kappelsund. Syd for Kappel ligger Grødersby og Arnæs. Midtbyen kan historisk inddeles i fire kvarterer.
Kommunen består af Dotmark (på tysk Dothmark), Ellebjerg (Ellenberg), Ellery (Ellerüh), Espenæs (Espenis), Grimsnæs (Grimsnis), Gråhoved (Grauhöft), Gråmark (Grummark), Kobberby (Kopperby), Løjtmark (Loitmark), Melby (Mehlby), Olpenæs (Olpenitz), Sandbæk (Sandbek), Studebøl (Stutebüll) og Tøstrupskov (Toestrupholz). Den indre by ligger på Sliens nordvestlige bred i landskabet Angel, mens Ellebjerg, Ellery, Løjtmark og Kobberby allerede ligger på fjordens sydlige bred i Svans. Olpenæs ligger direkte ved Østersøen. Studebøl, Sandbæk, Gråmark og Grimsnæs ligger nord for byens centrum, Melby vest for. Fegetask ligger syd for på grænsen til Grødersby. Tæt ved Fegetask ligger godset Røst. Blandt byens skove kan nævnes Garvang (Gaarwang), Finholt (Finnholz), Hyholt (Huholz) og Ellebjerg Skov.

## Historie
Kappel har fået navn fra Sankt Nikolaj Kapel, som nævnes første gang i 1375. Kapellet blev senere erstattet af en kirke. Byen lå i middelalderen i Ny Herred. I 1406 kom byen under Slesvig domkapitel. I 1533 blev Kappel og omegnen et godsdistrikt under Røst gods.
I 1600-tallet ville godsejeren Ditlev Rumohr gøre Kappels indbyggere til livegne, og det endda efter at kappelborgere lige havde løskøbt ham fra tyrkisk fangenskab. Hans krav om livegenskab førte til en større udvandring fra Kappel. Cirka 100 familier valgte i 1667 at etablere et nyt bysamfund på den lille ø Arnæs i Slien. Først i 1799 blev livegenskabet ophævet af den danske statholder i hertugdømmerne Carl af Hessen.
I 1814 oprettede Carl af Hessen de første danske kolonihaver i Kappel (Carlshaver eller Carlsgärten). Carlshaverne var nyttehaver. Ideen var at give byens borgere mulighed for at være selvforsynende med frugt og grøntsager.
I 1800-tallet var Kappel en af de vigtigste danske flådebyer. I 1842 fik byen status som flække (handelsplads) og efter 1853 blev den hovedbyen i det nyskabte Kappel Herred.
Befolkningsudvikling: 1835 1.847 indbyggere, 1840 1.967, 1845 2.081, 1855 2.545 og 1860 2.700 indbyggere.
Efter den 2. Slesvigske Krig blev Kappel en del af Tyskland. Byen fik i 1870 købstadsrettigheder.
En fast færgeforbindelse mellem Kappel og Ellebjerg blev etableret i 1671. I 1927 kom en drejebro til. Først i 2002 blev den nye klapbro indviet.
Kappels byvåben viser den hellige Christoffer, der bærer Kristus som barn over en flod eller en fjord.

## Politik
Kappel byråd (Stadtvertretung) består af 19 medlemmer. Ved seneste kommunalvalg i maj 2023 vandt byens CDU 27,5 % af stemmerne og 5 mandater, SPD 25,6 % og 5 mandater, SSW 19,4 % og 4 mandater, De Grønne 15,1 % og 3 mandater og borgerlisten LWG 12,3 % og 2 mandater. Valgdeltagelse i Kappel lå på 46,4 %.

## Seværdigheder
Den nuværende Sankt Nikolaj Kirke blev opført i 1600-tallet som senbarok bykirke. Den blev bygget på grunden af den første kapel, som har givet byen dens navn. Kirkens altertavle stammer fra 1641. Den blev skåret af Egernførde-mesteren Hans Gudewerdt den Yngre. I kirkens østlige del findes et marmorepitafium over Ditlev Rumohr (fra herregården Røst). Kirkens døbefont er fra 1700-tallet. Den store statue i tårnværelset stammer fra 1934 viser ligesom kirkens vejrhane Sankt Christoffer. I det gamle kvarter omkring kirken findes mange gavlhuse fra 1700-tallet (særligt i Smedegade).
I Kappel findes det sidste sildegærde (sildehegn) i Europa. Det består af flere pæle, som er banket ned i fjorden, og som er forbundet med hinanden med et fletværk af træ. Hegnene blev sat op på en sådan måde, at der blev dannet en tragt, som sildestimerne svømmede ind i med tidevandet (se også ålegård eller ruse). Sliens sildehegn nævnes første gang i et dokument fra 1431, hvor iblandt andet omtaltes et sildehegn foran Ellebjerg.
I middelalderen gav kongelige slibreve fiskerne fra Slesvig by retten til at fiske i hele fjorden, hvilket førte til konflikter med borgerne og godsejerne i Kappel og andre steder, som opførte sildehegn .
Til minde om byens tradition som fiskerby afholdes hvert år byfesten Sildedage (på tysk Kappelner Heringstage). Centrum under folkefesten er sildevæddemål, hvor gæsterne kan gætte, hvor mange pund fisk der er i nettet. Vinderen kåres til Kappels sildekonge eller sildedronning.
Byens hollændermølle Amanda er fra 1888. Den blev bygget på tomten af en tidligere, nedbrændt mølle. Udover kornmaling blev møllen også brugt som savværk. Vindmøllen var i brug indtil 1964, blev erhvervet af kommunen i 1974 og gennemgribende restaureret i 1977. I dag findes her et lille møllemuseum. Amanda er med en højde på 30 meter den højeste hollændermølle i Sydslesvig. Fra det høje galleri er der en god udsigt over Kappel, Slien og det østlige Angel.
Byens museumshavn blev oprettet i 1981. Over 20 restaurede veteranskibe har deres hjemhavn i Kappel. I sommersæsonen er tallet suppleret med mange besøgende skibe. Ved siden af museumshavnen findes også en museumsbane, som kører på den 15 km lange strækning mellem Kappel og Sønder Brarup (se Angelner Dampfeisenbahn).

## Slibroen
I 2002 blev den nye dobbeltfløjede klapbro over Slien indviet, som derved afløste en ældre svingbro. Broen forbinder bydelene i øst på den svansiske side med den indre by og tildstødende kvarterer på Angel.

## Galleri
- Rådhuset
- Hollændermøllen Amanda
- Sankt Nikolaj Kirke
- Ålerøgeri
- Kappel set fra havnen
- Kappel museumshavn
- Sejlkutteren Gotland sank i sommeren 2002 ved Damp, men blev bjerget op igen
- Sildehegn i Slien